# Guillem Agulló i Lázaro
Guillem Agulló i Lázaro   (Burjassot, dècada del 1950) és un activista social, pare de Guillem Agulló i Salvador, jove antifeixista assassinat l'any 1993.
Fou cap de llista d'ERPV a les eleccions europees del 2019, ocupant el catorzè lloc de la coalició Ara Repúbliques.
L'any 2020, Guillem Agulló Lázaro i la seva dona Carme Salvador van ser guardonats amb la Creu de Sant Jordi, «pel seu compromís amb la lluita antifeixista i per combatre el creixement de l'extrema dreta, després de la mort del seu fill a mans d’un militant neonazi».